# Фельд-ам-Зее
Фельд-ам-Зее - місто в федеральній землі Каринтія, Австрія.

## Сусідні муніципалітети
| Радентайн |  | Бад-Кляйнкірхгайм |
| Ферндорф  |  |                   |
| Фрезах    |  | Афріц-ам-Зее      |